# 대한방직
대한방직은 대한민국 서울특별시 중구에 위치한 면방직 회사이다.

## 연혁
- 1953년 - 대한방직(주)를 설립
- 1973년 - 주식을 상장
- 1975년 - 전주공장(방직)에서 조업을 개시
- 1977년 - 월배 공장(염색, 가공)의 조업을 개시
- 1994년 - 대원방직유한공사를 설립